# Dagmara Poláková
Dagmara Poláková (ur. 5 maja 1980) – słowacka kolarka BMX, srebrna medalistka mistrzostw świata.

## Kariera
Największy sukces w karierze Dagmara Poláková osiągnęła w 1999 roku, kiedy zdobyła srebrny medal mistrzostw świata w kategorii elite podczas mistrzostw świata w Vallet. W zawodach tych wyprzedziła ją jedynie Francuzka Audrey Pichol, a trzecie miejsce zajęła Tatjana Schocher ze Szwajcarii. Był to jedyny medal wywalczony przez Polákovą na imprezie tej rangi. Nigdy nie wystartowała na igrzyskach olimpijskich.